# 奥数热
奥数热，是对21世纪初中国大陆学生、家长和教师大规模参与國際奧林匹克數學競賽（簡稱即“奥数”）及其他类似竞赛有关培训这一群体性事件的代称。这一事件前后持续长达二十余年，而其是否完结、何时开始及有无必要至今尚有较大争议。

## 释义
奥数热，即由奥数引发的狂热。奥数一般代指奥林匹克数学竞赛，这一类竞赛以国际奥林匹克数学竞赛(IMO)为首，并在中国大陆有一整套相互衔接的竞赛体系。
但在“奥数热”一词中，奥数通常也可以代指各个国际科学奥林匹克及其在中国大陆的整个体系。除上述数学竞赛外，在中国大陆参与人数较多的还有物理学、化学、生物学和信息学的奥林匹克竞赛。

## 历史

### 起源
同中国大陆的许多事物一样，奥数这一事物也是师法自苏联。
1894年，匈牙利創辦全世界最早的中學生數學競賽，名為「厄特沃什競賽」，是數學奧林匹克的濫觴。
1934年，苏联在列宁格勒大学举办了一次中学数学竞赛，命名为“数学奥林匹克竞赛”，第一次将数学学科与奥林匹克体育竞赛联系在一起；至1962年，该活动逐渐发展为全国性竞赛。在苏联，中学高年级的竞赛优胜者，可以通过推荐，获得免试读大学的机会。
1956年，中国数学会指示下属各分会，学习苏联的先进经验，举办中学生数学竞赛。在华罗庚等人的倡导下，先于该年在北京、上海、武汉、天津四城市举办“高中数学竞赛”。这是中国“官办奥数”的开端。当时的教材内容，主要取自苏联历年的“数学奥林匹克竞赛”试题。
这种苏式数学竞赛随着中国国内的政治运动和中苏决裂，在1965年被终止。文化大革命爆发后的1969年，华罗庚在人民日报上撰文，“反省”自己引入奥数的行为。与此同时中国全国上下“停课闹革命”，正常教学尚不能顾，罔论更加高深的奥林匹克数学。奥数在中国的第一次尝试宣告结束。

### 复兴
1978年，经国务院批准，数学竞赛活动重启。华罗庚亲自主持了规模空前的全国八省市高中数学竞赛。该年，邓小平在与清华大学校长座谈时提到：
|                                                          | 我赞成留学生的数量增大，主要搞自然科学。……教育部研究一下，花多少钱都值得。……今年三四千，明年万把人。……数学竞赛中考得好的可选一些出去。物理化学也可搞竞赛，把考得好的派出去学习。数学是学好自然科学的基础，挑选竞赛中优秀的十五、十六岁的青少年出国学五年，二十来岁回来就可起作用。 |
| ——邓小平，《邓小平同志谈清华问题时关于派遣留学生的指示》 | |

1979年，8省市高中数学竞赛扩展为全国数学竞赛。此届竞赛之后，国务院两位副总理考虑到人力、物力花费太大，规定“5年之内教育部门不搞全国竞赛”，使得此届竞赛成为最后一届“官办奥数”。
1980年，中国数学会决定将竞赛模式由“完全官办”更改为“民办公助”。该会确立了新竞赛模式的“一个性质”和“三大原则”：
|              | 一个性质是：数学竞赛是一个群众性的课外活动，属于民间活动而不是政府的教育项目。 三个原则是： 一是民办公助，全国数学竞赛由数学会主办，争取行政部门的适当支持，由教育行政部门及科协资助； 二是精简节约，以1979年全国数学竞赛为鉴，以精神奖励为主； 三是自愿参加，学生完全凭兴趣参加比赛，不予强求。 |
| ——中国数学会 | |

1981年，由中国数学会普及工作委员会、北京数学会发起全国高中数学联合竞赛，25个省市参加；次年由上海组办，28个省市参加。“各省市轮流组办、由中国数学会普委会调节”，遂成为延续至今的中国奥数国内竞赛模式。

### 推广

国际奥林匹克数学竞赛标志。1990年在北京举办的IMO是奥数热全面升温的重要标志。

1990年，中国举办IMO并取得优异成绩，奥数热度骤增。许多学校开始将奥数成绩作为评判学生智力、能力的重要标准。由此催生出大批奥数培训班。此后，中国不断在IMO中斩获总分第一，奥数在国人心中的地位亦随着媒体报道一再提升。
奥数培训面向的人群，也从中学生迅速扩展到小学生——1998年，“小升初”取消统一考试，奥数顺势“填补空白”，摇身成为名校（初中）择生的重要参考依据。
奥数逐渐成为名牌大学的敲门砖、学生学业的捷径。2013年（保送资格缩减前一年），中国共有7000余名应届考生获得保送资格。

### 退热
官方对奥数热的抑制，至晚始于1994年。国家教委基础教育司召开各学科竞赛负责人参加的会议，提出停办奥校。此后类似措施亦有不少，如2005年，北京曾叫停奥数竞赛之一的“迎春杯”、叫停中小学举办奥数班。但“奥数”已被神化，家长、学校亦俱广泛接受了这种神化，类似抑制措施并无效应。
2010年，教育部等五部委联合发文，对高考保送及加分政策进行调整，从2014年高考开始执行。新政规定，除了高中阶段获得全国奥赛（数学、物理、化学、生物学、信息学）决赛一等奖并入选国际奥赛国家队集训的学生保留保送资格外，奥赛的全国决赛、省级赛的获奖者都不再有保送资格。
2018年2月22日，教育部等四部门发布《关于切实减轻中小学生课外负担开展校外培训机构专项治理行动的通知》。此后，三大全国性中小学数学奥林匹克竞赛——“华罗庚杯”、“走美杯”、“希望杯”相继停办或转型，各大地区性中小学奥林匹克竞赛也陆续宣告停办。
2018年3月21日，教育部发布《关于做好2018年普通高校招生工作的通知》，其中强调，全面取消中学生学科奥林匹克竞赛等全国性高考加分项目。

### 现状
现阶段中国大陆高中生中，获得全国奥赛（数学、物理、化学、生物学、信息学）决赛一等奖并入选国际奥赛国家队集训的学生仍有保送资格；获得国家级、省级各类奖项的学生可以按照自己所获奖项和高校要求参加高校自主招生（2020年之前）或強基計劃（2020年起）。而奥数对义务教育阶段学生升学帮助已经极其微弱，逐渐转型为思维拓展类课程。

## 影响
奥数热为中国学科奥林匹克竞赛的发展提供了巨大且良好的群众基础。自1989年开始，中国在国际奥林匹克数学竞赛上夺得了19次总分第一。在其他科目的国际科学奥林匹克上，中国选手也屡创佳绩。
但奥数亦给学生、家长、社会造成了巨大负担。如安徽合肥某奥数培训班一年学费达6万人民币；学生时常需要把一周七天的时间都用在奥数学习上；而奥数考试停办前的各届考试，涌动的人流可与高考媲美。而且以奥数为主要评判标准的“小升初”，无益于义务教育普及性和均衡性的体现；即使是为选拔特殊人才而设置的“小升初”，如杭州外国语学校，也未必需要以奥数为选拔标准。

## 评价
学者杨东平认为：奥数的泛滥成灾已经成为一种社会公害，不仅损害了青少年的休息健康，让家庭背上沉重的经济负担；而且是完全违反教育规律的。如杨乐等许多数学家所言，这种重在解难题、怪题，所谓的“数学杂技”和高强度的集中训练，与提高数学素养毫不相干（正如会全套的脑筋急转弯并不意味着高智商）；相反，只能扼杀和败坏儿童的学习兴趣。
数学家丘成桐认为：奥数是一个很重视考试的竞赛，假如小孩子是为了兴趣，利用业余时间去参加“奥数”的话，也无可厚非；但如今“奥数”变成了家长、学校最看重的事情，对整个中国教育造成了很负面的影响。“奥数”无助于甚至不利于培养学生的创新能力，影响了学生的全面发展，“奥数”培养不出大数学家。他不赞成国内以“奥数”的形式培养学生，更不认同把“奥数”作为升学条件的做法。
学者方刚认为：有些家长喜欢跟风，看到别的家长让孩子学奥数，也要求自己孩子学，而忽视了他们的兴趣、基础和适应力。